# 天主教坎昆-切圖馬爾教區
天主教坎昆-切圖馬爾教區是墨西哥一個羅馬天主教教區，屬尤卡坦總教區。
教區位於金塔納羅奧州。2004年有教友950,000人，佔總人口79.2%。有卅五個堂區和司鐸五十三名。現任主教為伯多祿·保祿·埃利松多-卡爾德納斯，榮休監督為喬治·貝爾納爾-巴爾加斯。
切圖馬爾自治監督區於1970年5月23日成立，教座於1996年12月20日遷至坎昆。自治監督區於2020年2月15日升為教區。